# Flugplatz Ravenna

i7
i11
i13
Der Flugplatz Ravenna (it: Aeroporto di Ravenna “Gastone Novelli”, IATA-Code: RAN, ICAO-Code: LIDR) befindet sich in den italienischen Region Emilia-Romagna, rund fünf Kilometer südlich der Stadtmitte von Ravenna.

## Infrastruktur und Nutzung
Der nahe der Adriaküste gelegene Flugplatz hat eine 1200 Meter lange, in Ost-West-Richtung verlaufende Start- und Landebahn (08/26). Eine kurze Rollbahn verbindet die Landeschwelle 08 mit dem ganz im Südwesten gelegenen Vorfeld und dessen Abfertigungseinrichtungen. Der Flugplatz dient der Allgemeinen Luftfahrt. Am Flugplatz sind mehrere Luftsportvereine ansässig, es gibt auch eine Flugschule. Betreiber war bis 2022 der örtliche Aeroclub, administrativ untersteht er seither der staatlichen ENAC Servizi.
Der Flugplatz ist unter anderem über die Autobahn A14dir und die Staatsstraße SS16 zu erreichen. Er befindet sich an der Via Dismano. 

## Geschichte
Der Flugplatz Ravenna wurde im Jahr 1916 als Militärflugplatz eröffnet und später nach dem Jagdflieger Gastone Novelli benannt, der 1919 bei einem Unfall ums Leben gekommen war. In den 1950er Jahren endete die militärische Nutzung, woraufhin sich der Aeroclub Ravenna des Flugplatzes annahm und bis 1962 die 1200 Meter lange Asphaltpiste bauen ließ. Auch Wartungshallen und andere kleinere Einrichtungen wurden errichtet. Im Lauf der Zeit organisierte man vor Ort einige Luftsportveranstaltungen. Ein weiterer Ausbau (zum Verkehrsflughafen Ravennas) wurde nicht in Betracht gezogen, da es in der Umgebung etliche weitere Flugplätze und Flughäfen gibt, darunter der etwa 25 Kilometer südlich gelegene Flughafen Forlì.